# Кушикбай
Кушикбай (каз. Күшікбай) — пересыхающее озеро в Карабалыкском районе Костанайской области Казахстана. Находится в 16 км к юго-западу от села Михайловка.
По данным топографической съёмки 1958 года, площадь поверхности озера составляет 2,86 км². Наибольшая длина озера — 2,2 км, наибольшая ширина — 1,8 км. Длина береговой линии составляет 8,5 км, развитие береговой линии — 1,41. Озеро расположено на высоте 227 м над уровнем моря.